# 소동파 시선
《소동파시선》은 《소식시집》에 수록된 2,800여 수의 시 가운데 가장 대표적인 것 63수를 선정하여 역주한 책이다.

## 역자
류종목(柳種睦)은 서울대학교 중어중문학과를 졸업하고 동 대학원에서 문학석사 및 문학박사 학위를 취득하였다. 이어서, 대구대학교 중어중문학과 교수를 거쳐 현재 서울대학교 중어중문학과 교수로 재직하고 있다. 저서 및 역서로 ≪蘇軾詞硏究≫, ≪唐宋詞史≫, ≪여산진면목≫, ≪논어의 문법적 이해≫, ≪宋詩選≫, ≪范成大詩選≫, ≪팔방미인 蘇東坡≫, ≪완역 蘇軾詩集 1≫, ≪육유시선≫이 있다. 

## 소동파의 시

### 한국 문단에 끼친 영향
이규보는 “세상의 학자들이 처음에는 과거시험에 필요한 문체를 익히느라 풍월을 일삼을 겨를이 없다가 과거에 급제하고 나서 시 짓는 법을 배우기 시작하면 소동파 시 읽기를 무척이나 좋아하기 때문에 매년 과거의 방이 나붙은 뒤에 사람마다 금년에 또 서른 명의 소동파가 나왔다고 여긴다”라고 했다. 김종직은 “신라 말에서 고려 초까지는 오로지 만당(晩唐) 시만 익혔고 고려 중엽에는 오로지 소동파 시만 배웠다”라고 했다. 김부식과 동생 김부철의 이름이 소동파(본명 軾)와 소철(蘇轍) 형제의 이름에서 유래했다는 사실은 소동파에 대한 한국 문인들의 추앙심을 보여주는 예이다.

### 소식이 가진 사상과의 연관성
소동파는 기본적으로 유교사상에 뿌리를 둔 현실참여주의자로서 나라를 걱정하고 백성을 구제해야 한다는 지식인으로서의 사명감을 가지고 있었다. 게다가 그는 워낙 다정다감한 성격의 소유자였기 때문에 백성에 대한 연민의 정뿐만 아니라 가족이나 친구에 대한 인간적 애정과 관심 역시 지녔다. 그러나 그는 한편으로 불교사상과 도교사상에서 비롯된 현실도피적 사고방식도 동시에 지니고 있었기 때문에 물질세계의 허무성과 무가치성을 간파하고 물질세계 바깥에서 노닐려는 초월적 인생관도 지니고 있었으며, 그 결과로 자연을 매우 사랑했고 나아가 그 자신이 자연으로 돌아가 자연의 일부가 되기를 원했다. 그리고 이처럼 세속적인 가치에 대하여 초연할 수 있었기에 그는 온갖 정치적 핍박 속에서 자신의 출중한 능력을 제대로 발휘해 보기는커녕 일생의 대부분을 유배 생활과 지방관 생활로 보냈음에도 불구하고 항상 긍정적인 태도로 삶에 임할 수 있었다. 이러한 그의 삶에 대한 생각과 태도가 그의 시에 반영되어 있다.

### 소식시집
소동파의 시는 송(宋)나라 때부터 중국은 물론 고려나 요(遼)나라 같은 이웃 나라에까지도 널리 알려져 있었던 만큼 독자의 수요에 부응하여 그의 시집 역시 송나라 때부터 시작하여 줄곧 간행되어 왔다. 이 가운데 지금까지 남아 있는 게 아주 많다. 《소식시집(蘇軾詩集)》은 청(淸)나라 학자 왕문고(王文誥)가 당시까지 나와 있던 각종 주석서의 내용을 망라하고 거기에 자신의 견해를 덧붙인 책이다. 1982년 2월 북경 중화서국(中華書局)에서 중국고전문학기본총서의 하나로 편입하여 활자본으로 간행되었다.

## 구성
- 제1부 <설니홍조(雪泥鴻爪)> - 인생에 대한 갖가지 감개와 그것에 대한 사색의 결과로 얻어진 인생철학이나 사람 사는 이치를 노래한 시가 수록되어 있다.

- 제2부 <서호(西湖)는 월서시(越西施)> -  대자연의 아름다움과 각종 사물의 오묘한 모습을 노래한 시가 수록되어 있다.

- 제3부 <오중 지방(吳中地方) 농촌 아낙의 탄식> - 자신이 직접 경험했거나 가까이서 목격한 전원 생활의 이모저모를 노래한 시가 수록되어 있다

- 제4부 <살구꽃 밑에서 손님과 한잔하며> - 가족․친척․친구 등 가까운 사람들에 대한 인간적 애정과 관심을 노래한 시가 수록되어 있다.

- 제5부 <여지(荔支)를 먹는 재미> - 인생에 있어서 결코 흔하지 않은‘사는 재미'를 노래한 시가 수록돼 있다.

## ISBN
- ISBN 9788995893128